# S1mba
S1mba, pseudonimo di Leonard Simbarashe Rwodzi (Harare, 12 aprile 1999), è un rapper zimbabwese naturalizzato britannico.

## Biografia
Nato nella capitale dello Zimbabwe, si è trasferito a Swindon, nel sud-ovest dell'Inghilterra, all'età di nove anni. Già nel paese natale ha rivolto attenzioni alla musica, grazie a strumenti come il djembe e la marimba; nel Regno Unito ha poi deciso di avviare una carriera musicale dopo aver scoperto la musica gospel. Ha frequentato il New College di Swidon dove, studiando produzione e tecnologia musicale, ha registrato il suo singolo di debutto The Plan, uscito nel 2018.
Il 15 novembre 2019 ha pubblicato su YouTube il brano Rover, in collaborazione con il rapper DTG: esso è diventato rapidamente popolare grazie alla piattaforma TikTok, raggiungendo la 3ª posizione della Official Singles Chart britannica ed entrando in top ten in Australia, Danimarca, Irlanda e Nuova Zelanda. In seguito è stato certificato disco di platino dalla British Phonographic Industry per aver venduto oltre 600 000 copie.

## Discografia

### EP
- 2021 – Good Time Long Time

### Singoli
- 2018 – The Plan
- 2019 – 24/7
- 2020 – Rover (feat. DTG)
- 2020 – Loose (feat. KSI)
- 2021 – Get Out My Head (Swarmz & S1mba Remix) (con Shane Codd e Swarmz)
- 2021 – On It (con Crumz, Not3s, PnB Rock e K1ng)
- 2021 – Bounce (feat. Tion Wayne & Stay Flee Get Lizzy)